# West-Griekwaland
West-Griekwaland (Afrikaans: Griekwaland-Wes, Engels: Griqualand West) is een historische streek in Zuid-Afrika die vanaf het begin van de 19e eeuw bewoond werd door de Griekwa. Van 30 juli tot 13 december 1870 gold dit gebied als onafhankelijke republiek voor diamantmijnwerkers, ook bekend als de Republiek Klipdrift. Daarna was West-Griekwaland een aparte Britse kolonie tot de annexatie door de Britse Kaapkolonie in 1880.

## Geschiedenis
De Griekwa staken aan het begin van de 19e eeuw onder leiding van de Griekwakapitein Cornelius Kok I de Oranjerivier over en vestigden zich in Griekwastad (voorheen Klaarwater) en Campbell. Zij stonden onder grote invloed van het Londens Zendingsgenootschap. Al in 1834 erkende de Kaapkolonie de landrechten aan de Griekwakapitein Andries Waterboer.
Het gebied raakte zeer in de belangstelling toen de Eurekadiamant werd gevonden in een gebied dat geclaimd werd door West-Griekwaland. Een stroom van (voornamelijk Britse) mijnwerkers spoedde zich naar de boomtown Kimberley, waarna - met oog op de mineraalrechten - de onafhankelijke Republiek Klipdrift werd opgericht. Het stond hierdoor ook wel bekend als de Graversrepubliek (Engels: Digger's Republic).
Zowel de Kaapkolonie als de Oranje Vrijstaat en de Zuid-Afrikaansche Republiek maakten aanspraak op de diamanten van West-Griekwaland. Gouverneur van de Natalkolonie Robert William Keate wees het land aan de Griekwakapitein Nicolaas Waterboer toe, die zich onder Britse bescherming stelde. Zo gingen de mineraalrechten uiteindelijk toch naar het Verenigd Koninkrijk en de republiek werd in december 1870 gekoloniseerd. In 1880 werd de kolonie geannexeerd door de Kaapkolonie.